# فيليب بي. لو
فيليب بي. لو هو سياسي أمريكي، ولد في 6 مايو 1836 في تشيلسي في الولايات المتحدة، وتوفي في 23 أغسطس 1912 في نيويورك في الولايات المتحدة. نشط حزبياً في الحزب الجمهوري. وقد انتخب عضو مجلس النواب الأمريكي ‏.